# ناتالی کردون
ناتالی کردون (فرانسوی: Nathalie Cardone‎؛ زادهٔ ۲۹ مارس ۱۹۶۷) خواننده و بازیگر اهل فرانسه است. وی از سال ۱۹۸۸ میلادی تاکنون مشغول فعالیت بوده‌است.
از فیلم‌هایی که وی در آن نقش داشته است، می‌توان به دزد کوچک اشاره کرد.